# Kerk van Germigny

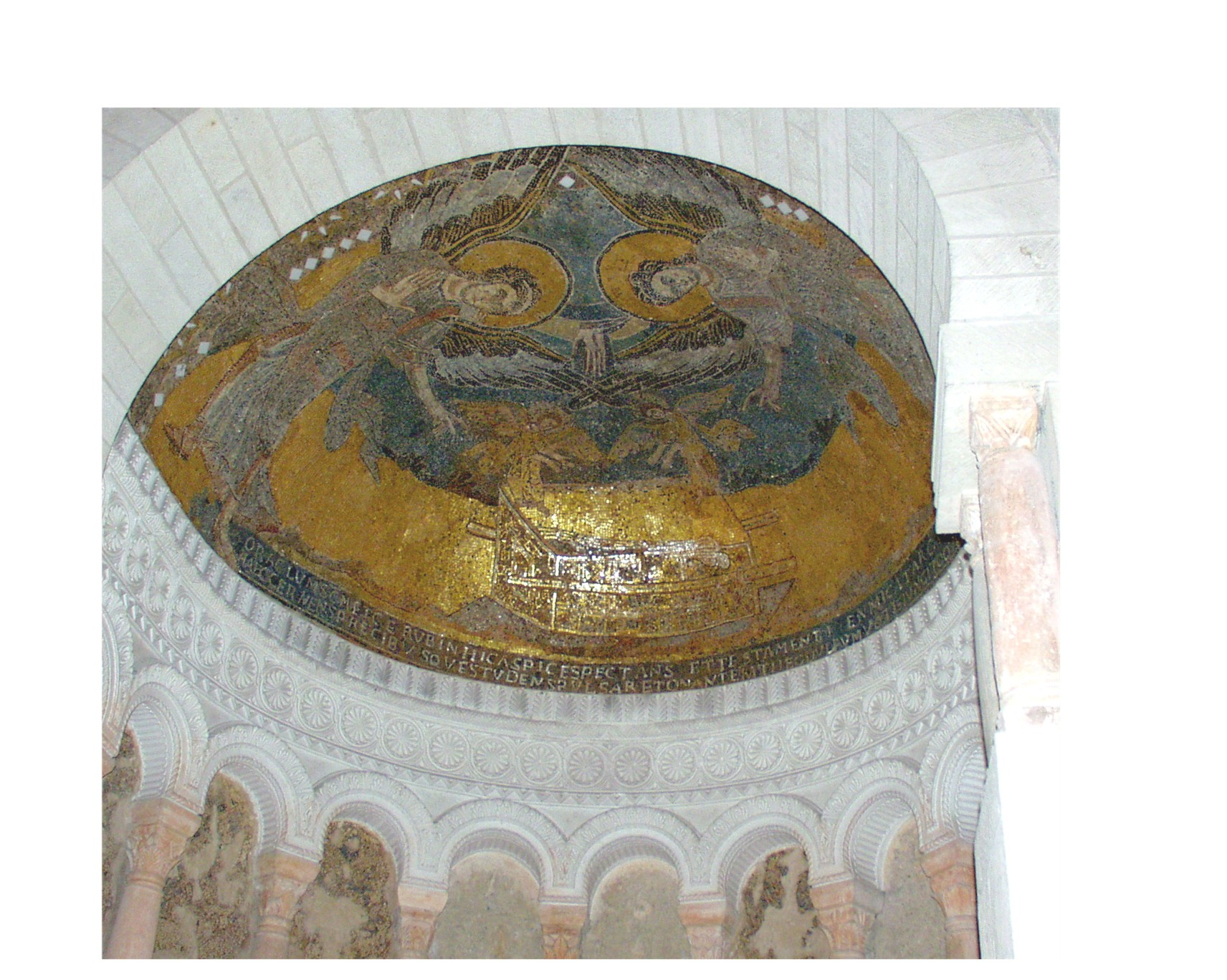
Mozaïeken in de apsis

De Kerk van Germigny in Germigny-des-Prés in Centraal-Frankrijk is een van de weinige overgebleven kerken in bijna puur Karolingische stijl. Het is de oorspronkelijke huiskapel (oratorium) en het enige overblijfsel van de villa die bisschop Theodulf van Orléans in 806 liet bouwen door Odo van Metz.
Hugues, abt van de Abdij van Fleury (1037-1043), maakte van de kerk een priorij waar een viertal monniken verbleven en waar enkele relieken werden bewaard. Tegen de 13e eeuw hing de kerk nog steeds af van de Abdij van Fleury maar ze was ondertussen een parochiekerk geworden. Dit bleef zo tot de Franse Revolutie waarna de kerk eigendom van de gemeente werd. In 1840 werd de kerk beschermd als historisch monument. Tijdens de restauratie, die duurde van 1842 tot 1877, werd op een pilaar een inscriptie met het jaartal 806 gevonden, de bevestiging dat het ging om de huiskapel van Theodulf. Tijdens de ingrijpende restauratie werden latere middeleeuwse toevoegingen afgebroken en werd de kerk ook uitgebreid.
Oorspronkelijk was de kerk gebouwd in de vorm van een Grieks kruis, met een apsis aan elke zijde. De westelijke apsis heeft plaatsgemaakt voor een middeleeuws schip. In de oostelijke apsis is een Byzantijns mozaïek. Dit mozaïek is een afbeelding van de Ark van het Verbond omgeven met cherubijnen. Dit onderwerp past binnen het denken van Theodulf, zoals hij dat verwoordde in de Libri Carolini.